# Kuno von Falkenstein (Höllental)

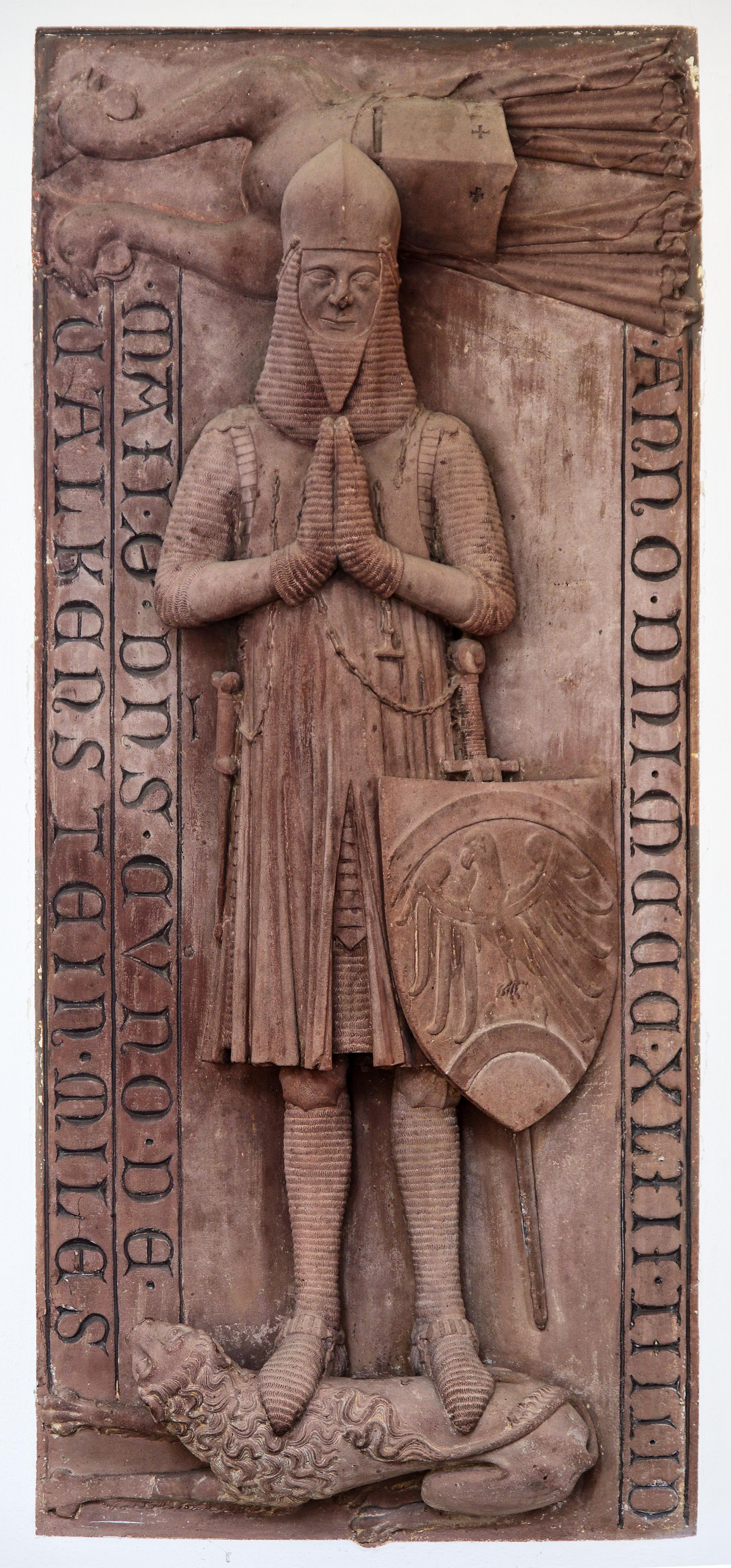
Grabstein Kunos in Kirchzarten

Kuno von Falkenstein (Höllental) († 12. Mai 1343) gehörte zum Adelsgeschlecht der Herren von Falkenstein im Höllental. Er ist bekannt durch sein Grabmal in der Pfarrkirche St. Gallus in Kirchzarten und durch eine Sage.

## Leben
Wie sein Vater Gregor war er zunächst Lehnsträger der Kommende des Johanniterordens zu Freiburg im Breisgau für die Pfarrkirche St. Gallus in Kirchzarten und weiteren Besitz der Johanniter im Dreisamtal. Im Jahr 1320 endete das Lehnsverhältnis dadurch, dass Kuno die hohe Gerichtsbarkeit über Kirchzarten mitsamt Grund und Boden, Wildbann und Leibeigenen von den Johannitern käuflich erwarb.
Nach seinem Tod wurde Kuno in der Kirchzartener Pfarrkirche bestattet. Die gut erhaltene Grabplatte an der Südwand des Seitenschiffs zeigt ihn gerüstet, einen Löwen zu seinen Füßen und einen Schild mit dem Falkensteiner Wappen, einem auffliegenden Falken, neben sich. Die Umschrift lautet (aus dem Lateinischen): „Im Jahr des Herrn 1343, am 4. Tag vor den Iden des Mai, starb Ritter Kuno von Falkenstein.“
Sein Bruder Werner stiftete 1344 eine Messpfründe für ihn. Ein Priester sollte angestellt werden, der täglich zum Gedächtnis an ihn und andere Familienmitglieder an einem Altar neben der Grabstelle eine Messe zu lesen hatte. Zum Unterhalt des Priesters stellten die Falkensteiner Kunos Wohnhaus in Kirchzarten zur Verfügung, „da er uffe und inne mit Wohnunge was“, das bis heute erhaltene Kaplaneihaus sowie Hof, Garten und Land. Die Verfügung über die Pfründe behielten sich die Falkensteiner vor. Sie ging später an die Freiherrn von Sickingen-Hohenburg über.

## Sage

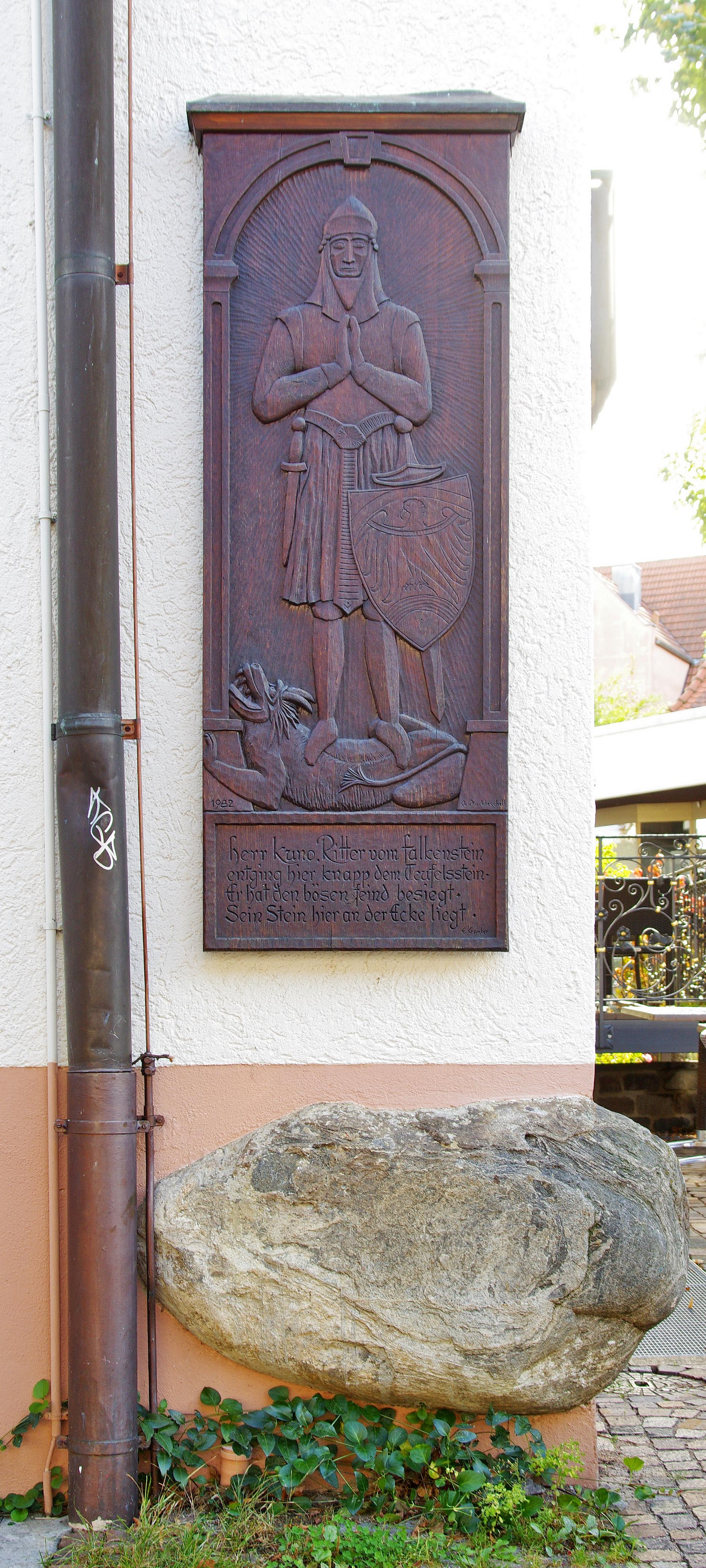
Der Teufelsstein am Gasthaus Fortuna in Kirchzarten

Die Sage hat Kuno zu einem Kreuzfahrer gemacht. Sieben Jahre, bat er seine Frau Ida beim Abschied, solle sie ihm die Treue halten; sei er dann nicht zurück, möge sie ihn als tot betrachten. Seinen Ehering teilte er mit dem Schwert in zwei Teile und reichte einen seiner Frau. Er geriet in Gefangenschaft, konnte aber schließlich fliehen. Nach langer Zeit erschien ihm der Teufel und höhnte, morgen seien die sieben Jahre vorüber und Ida werde einen anderen heiraten. Er werde ihn in Gestalt eines Löwen rechtzeitig in die Heimat tragen, wenn er dabei wach bleibe. Schlafe er ein, sei er ihm, dem Teufel, zu eigen. Unterwegs befiel den Ritter lähmende Müdigkeit; aber ein großer Falke strich über ihn und verscheuchte den Schlaf. Beim ersten Hahnenschrei setzte der Teufel Kuno beim Wirtshaus „Zum Rindsfuß“, heute „Gasthaus Fortuna“, ab. Als er den Ritter wachend fand, ergriff er voll Wut einen Stein, ihn zu zermalmen. Doch der Stein fuhr krachend in eine Ecke des Hauses. In der Morgenfrühe kam der Hochzeitszug auf dem Weg zur Galluskirche vorbei. Man reichte einen Willkommenstrunk. Kuno trat verhüllt heran und bat um einen Schluck. Ida reichte ihm den Pokal, und der Bewerber, Johann von Snewlin, willigte widerstrebend ein. Kuno trank und ließ seine Ringhälfte hineingleiten. Ida bemerkte sie, warf ihre hinzu, und beide Hälften schlossen sich zu einem Ring, als wären sie nie getrennt gewesen. „Hier ist mein geliebter Gatte“, wandte sich Ida an Johann von Snewlin. „Gott hat ihn mir in seiner Güte zurückgegeben, dem ich sieben Jahr die Treue hielt.“ Sie führte Kuno zur Kirche zur neuen Besiegelung ihres Bundes.